# Anacroneuria polita
Anacroneuria polita är en bäcksländeart som först beskrevs av Hermann Burmeister 1839.  Anacroneuria polita ingår i släktet Anacroneuria och familjen jättebäcksländor. Inga underarter finns listade i Catalogue of Life.